# Corpus Inscriptionum Etruscarum
Il Corpus Inscriptionum Etruscarum (CIE) è un corpus di testi in lingua etrusca, raccolti da Carl Pauli e suoi successori fin dal 1885. Dopo la morte di Olof August Danielsson nel 1933, la collezione fu presa in carico dalla Biblioteca dell'Università di Uppsala.
Il CIE costituisce un valido indice di riferimento per molti testi etruschi, mediante l'uso di un semplice sistema numerico. Sono disponibili anche altre forme di indicizzazione.
Per esempio, CIE 6 si riferisce all'iscrizione mi avileś apianaś ([sono] di Avile Apiana). 

## Volumi pubblicati
- Corpus inscriptionum Etruscarum : Academiae Litterarum Regiae Borussicae et Societatis Litterarum Regiae Saxonicae munificentia adiutus in societatem operis adsumpto Olavo Augusto Danielsson ed. Carolus Pauli, Lipsiae: Barth, 1893 (1902).
- Corpus inscriptionum Etruscarum - Vol. 1 (Tit. 1-4917), Roma: L'Erma di Bretschneider, Lipsia, 1893 (1902, 1964).
- Corpus inscriptionum Etruscarum - Vol. 2, Sec. 1, Fasc. 1 (Tit. 4918-5210), Olof August Danielsson e Gustav Herbig, 1907 (1936, 1964, 1970).
- Corpus inscriptionum Etruscarum - 2, 1, 2 (Tit. 5211-5326), Gustav Herbig, 1923 (1964, 1970).
- Corpus inscriptionum Etruscarum - 2, 1, 3 (Tit. 5327-5606), Ernst Sittig, 1936.
- Corpus inscriptionum Etruscarum - 2, 1, 4 (Tit. 5607-6324), Mauro Cristofani, 1970 (2003).
- Corpus inscriptionum Etruscarum - 2, 1, 5 (Tit. 6325-6723), Giovanni Colonna, 2006.
- Corpus inscriptionum Etruscarum - 2, 2, 1 (Tit. 8001-8600), Gustav Herbig, 1912 (1936, 1964, 1970).
- Corpus inscriptionum Etruscarum - 2, 2, 2 (Tit. 8601-8880), Mauro Cristofani, 1996.
- Corpus inscriptionum Etruscarum - 2, 2, 1 (Tit. 8881-8927), Giovanni Colonna, 2006.
- Corpus inscriptionum Etruscarum - 3, 1 (Tit. 10001-10520), Maristella Pandolfini Angeletti, 1982.
- Corpus inscriptionum Etruscarum - 3, 2 (Tit. 10521-10950), Giuliana Magini Carella Prada, 1987.
- Corpus inscriptionum Etruscarum - 3, 3 (Tit. 10951-11538), Maristella Pandolfini Angeletti, 1994.
- Corpus inscriptionum Etruscarum - 3, 4 (Tit. 11539-12113), Adriano Maggiani, 2004.
- Corpus inscriptionum Etruscarum - 4, 1 (Tit. 20001–21071), Giuseppe Sassatelli, 2017.